# Master of Orion II: Battle at Antares
Master of Orion II: Battle at Antares (сокр. MOO2) — компьютерная игра в жанре пошаговая стратегия, продолжение компьютерной игры Master of Orion.

## Расы
Как и в первой части, в Master of Orion II игроку предоставляется выбор из 13 рас, за которую он будет вести игру. Так же появилась возможность создать свою собственную расу на основе уже имеющейся.

### Новые расы
- Elerians (с англ. — «элерианцы») — раса существ, похожих на эльфов. В их обществе царит матриархат. Обладают  способностью к телепатии;
- Gnolams (с англ. — «гноламы») — раса низкорослых гуманоидов. Превосходные торговцы, с высоким уровнем удачи;
- Trilarians (с англ. — «триларианцы») — раса миролюбивых существ, живущих под водой. Имеют врождённый опыт управлением варп-полем.

Также есть возможность воевать против антареанцев (англ. Antarans), древних врагов орионцев. Эту опцию можно отключить в начале игры.

### Особенности рас
При создании рас необходимо выбрать её характерные черты, каждая из которых стоит определённое количество очков. Всего на распределение даётся 10 очков, кроме того, можно набрать отрицательных особенностей до 10 очков (в таком случае на положительные особенности можно потратить до 20 очков).
Например, силикоидам по умолчанию дана положительная особенность «литотроф», позволяющая им не нуждаться в потреблении органической пищи. Но для баланса им введена особенность «отталкивающие», значительно уменьшая их способность договариваться при помощи дипломатии.
Технология «Эволюционная мутация» даёт игроку возможность добавить положительных особенностей (или убрать отрицательные) своей расе на 4 очка.

## Игровой процесс

### Менеджмент
Управление колониями в игре стало больше похоже на менеджмент Civilization. Теперь существует возможность перераспределять население планеты между 3 основными занятиями — сельским хозяйством («фермеры»), промышленным производством («рабочие») и научными исследованиями («учёные»).
Пища, производимая «фермерами», необходима для роста численности колоний (кстати, ещё необходимы грузовики для её перевозки между планетами) — при недостатке еды население начинает уменьшаться.
Очки исследований, которые приносят «учёные», направляются на разработку новых технологий.
«Рабочие» занимаются возведением зданий на поверхности планеты или строят космические корабли (больших размеров — только при наличии звёздной базы). В зависимости от класса планеты и расовых бонусов, существует ограничение на предельное количество очков производства до появления загрязнений. Также существуют технологии очистки планет от загрязнений.
Впоследствии можно изучить технологию строительства андроидов (фермеров, рабочих и учёных). Такой юнит имеет узкую специализацию, переселяется на другие планеты и потребляет 1 единицу продукции за ход вместо еды, но получает бонус +3 от обычного производства представителя расы. Они иммунны к загрязнению (то есть если на планете будут только андроиды, то население не будет уменьшаться из-за загрязнения), не платят налоги и на них не действуют бонус и пенальти морали и лидеры (на самом деле в игре баг и мораль и бонус лидера влияют на них). Используя андроидов-рабочих, можно быстро колонизировать огромное число планет. Компьютер никогда не строит андроидов, но охотно меняется на технологии их производства.
Также возможно колонизировать планету на которой уже развилась разумная жизнь. Аборигены (natives) могут быть только «фермерами», не подлежат «переквалификации» или перелёту на другие планеты.
Периодически, к игроку будут наниматься различные выдающиеся личности на роль губернаторов систем. Эти лидеры добавляют бонусы (системе или всей империи), которые растут со временем. Иногда гражданский лидер может принести технологию. Аналогично, для управления кораблями, игрок может нанимать военных лидеров, дающих бонусы либо отдельным кораблям либо всему флоту. Эти две группы (по четыре лидера каждая) независимы друг от друга. Одного продвинутого военного лидера, Локнара (англ. Loknar), игрок получает после взятия планеты Орион, если у него на службе к тому моменту было менее четырёх лидеров.

### Технологии
Очень серьёзные изменения произошли в сфере исследования технологий. Если раньше одновременно велось исследование нескольких технологий (по одной в каждой группе технологий), то теперь — только по одной технологии (как в Civilization). Число технологий стало несколько меньше, но это компенсировалось качеством — они стали более разнообразными и сильнее влияющими на игровой процесс. Но главным изменением стало то, что теперь технологии внутри направлений разбиты на уровни, и при исследовании технологии возможность исследовать другие технологии этого же уровня отпадает (можно только получить их от другой цивилизации). Это заставляет игрока особенно тщательно обдумывать свой выбор. Тем не менее, при создании собственной расы у игрока есть возможность повлиять на данное нововведение. Так, среди дополнительных особенностей расы можно выбрать «Креативная» (Creative 8) или «Некреативная» (Uncreative −4). В первом случае игрок будет получать в своё распоряжение все технологии с каждого разработанного им уровня, а во втором игрок не может выбирать между технологиями (одна из них выбирается случайным образом).

### Дизайн
Как и в первой части игры, основной «изюминкой» игры осталась возможность самостоятельно разрабатывать конструкцию боевых кораблей, используя доступные технологии. Каждый добавляемый компонент увеличивает стоимость производства, а также уменьшает свободное место (что влияет на скорость корабля в бою).
Корабли делятся на шесть классов, в зависимости от своего номинального размера. Первые два (фрегат-разведчик, и боевые фрегат и эсминец)  доступны для строительства изначально на любой планете; два следующих (крейсер и линкор) по размеру требуют для возведения звёздной базы; наконец, самые крупные корабли (титан и «Звезда смерти»-DoomStar) будут доступны только после изучения соответствующих технологий в разделе Конструкции. Также специализированные небоевые корабли теперь являются отдельными (в первой они были модулями, добавляемыми в корабли обычной конструкции): колониальный корабль, десантный транспорт и грузовое судно.
В отличие от первой игры, теперь не обязательно сохранять конструкцию корабля для содержания самих кораблей этого класса. Также можно постоянно улучшать существующие корабли новыми технологиями. Новейший патч также позволяет улучшать корабли используя существующую схему (раннее приходилось самостоятельно менять компоненты каждого улучшаемого корабля).

### Дипломатия
Реализация дипломатических отношений MoO оставалась одной из лучших среди компьютерных игр того времени. Значительно увеличилось число дипломатических договоров, которые можно заключать между расами.
Как и в предыдущей части игры, отношения двух империй на экране дипломатии отражены индикатором.

### Ведение войны
Как и в Master of Orion I, ведение войны в игре сводится к двум видам боёв — космическим и наземным.
Ведение боя в космосе отличается от первой игры в основном тем, что корабли одного типа теперь не сгруппированы в один юнит, который никак невозможно разделить на отдельные корабли, что даёт игроку с большим количеством кораблей возможность окружить врага, так как большинство орудий установлены впереди кораблей. Защита планет также стала более разнообразной. Если раньше у планет имелись только ракеты, теперь на них можно строить (как здания) ещё и лучевые установки, энергетические щиты, эскадроны истребителей и мощную плазменную пушку под названием Звёздный Конвертер, способную разнести в пыль многие корабли с одного выстрела.
Другим новшеством является возможность брать корабли противника на абордаж. Корабли могут быть захвачены при нескольких условиях. Для захвата подвижного корабля необходимо использовать либо десантные шаттлы, либо телепорты (у врага не должны работать щиты). Если же этих устройств нет, нужно повредить двигатель корабля и пристыковаться к нему. После успешного захвата корабль бездействует до конца боя, за исключением захвата корабля элерианцами. Если этот корабль впоследствии разобрать на части, то есть возможность узнать технологии, использованные в его постройке.
Наземные бои существенно изменены — если раньше в бою участвовало всё население планеты (которое в случае победы врага полностью уничтожалось), то теперь этим занимаются специальные юниты; всего существует 3 вида юнитов — ополченцы, пехота и танки (танки впоследствии можно заменить боевыми роботами); для производства пехоты и танков требуются специальные казармы. Юниты производятся автоматически, максимальное их число на планете зависит от её населения. Для атаки планеты требуются специальные транспортные корабли, которые после достижения цели расформировываются. Кроме того, расы со свойством Telepatic могут подчинять себе население планеты без нападения на неё (для этого необходим корабль размера не менее крейсера). Если в атакующем флоте есть корабль со Звёздным Конвертером, то планету можно физически уничтожить, оставив лишь астероидный пояс. Также, если в бомбардировке планеты используется биологическое оружие, то отношение других империй к Вашей ухудшается (видимо, постоянное применение ядерного оружия не считается таким уж злодейским как биологического).